# The Girl of the Manor
The Girl of the Manor est un film muet américain réalisé par Allan Dwan et sorti en 1912.

## Synopsis
Marjorie Briscom vit dans un grand manoir avec sa tante. Cette dernière, avec la complicité de son amant le Comte de Villiers, conspire pour éliminer sa nièce, héritière richissime. La jeune fille est jour et nuit sous la surveillance d'un monstrueux bossu qui est chargé d'attenter à sa vie...

## Fiche technique
- Titre : The Girl of the Manor
- Réalisation : Allan Dwan
- Genre : Film dramatique
- Production : American Film Company
- Dates de sortie :
  - États-Unis : 28 décembre 1912

## Distribution
- J. Warren Kerrigan : Ralph Beresford
- Pauline Bush : Marjorie Briscom
- Jack Richardson : Comte de Villiers
- Louise Lester : la tante de Marjorie
- William Tedmarsh : le bossu